# منتخب بوتان لكرة قدم الصالات
منتخب بوتان لكرة قدم الصالات هو ممثل بوتان الرسمي في المنافسات الدولية في كرة الصالات
.